# Экроманьи
Экроманьи́ (фр. Écromagny) — коммуна во Франции, находится в регионе Франш-Конте. Департамент — Верхняя Сона. Входит в состав кантона Мелизе. Округ коммуны — Люр.
Код INSEE коммуны — 70210.

## География
Коммуна расположена приблизительно в 340 км к востоку от Парижа, в 75 км северо-восточнее Безансона, в 36 км к северо-востоку от Везуля.
На территории коммуны расположено много озёр.

## Население
Население коммуны на 2010 год составляло 166 человек.
| 1962 | 1968 | 1975 | 1982 | 1990 | 1999 | 2010 |
| ---- | ---- | ---- | ---- | ---- | ---- | ---- |
| 209  | 176  | 150  | 152  | 158  | 175  | 166  |

## Экономика
В 2010 году среди 108 человек трудоспособного возраста (15—64 лет) 81 были экономически активными, 27 — неактивными (показатель активности — 75,0 %, в 1999 году было 64,0 %). Из 81 активных жителей работали 74 человека (45 мужчин и 29 женщин), безработных было 7 (3 мужчины и 4 женщины). Среди 27 неактивных 8 человек были учениками или студентами, 10 — пенсионерами, 9 были неактивными по другим причинам.